# アルカラ・デ・エナーレス
アルカラ・デ・エナーレス（Alcalá de Henares）は、スペイン・マドリード州のムニシピオ（基礎自治体）。2018年の人口は193,751人。15世紀末から1836年までマドリード・コンプルテンセ大学が所在した大学都市であり、その町並みは世界遺産に登録されている。ミゲル・デ・セルバンテスの出生地としても知られる。

## 名称
「アルカラ」はアラビア語の「城」という語に由来する。アンダルシアにある同名の都市（アルカラ・デ・グアダイラとアルカラ・ラ・レアル）と区別するため、エナーレス川流域であることを示す「デ・エナーレス」が加えられている。日本語ではアルカラ・デ・エナレスと表記されることもある。

## 地勢・産業
エナーレス川沿い、マドリードからグアダラハーラに向かう途上に位置している。皮革、石鹸産業などが盛ん。近隣の都市としては、約30キロ西のマドリード、35キロ南西のヘタフェなどが挙げられる。

## 人口
2011年1月1日現在の人口は203,686人。
| アルカラ・デ・エナーレスの人口推移 1900－2010           |
|                                                         |
| 出典:INE（スペイン国立統計局）1900年 - 1991年、1996年 - |

## 歴史
古代ローマ時代には「コンプルトゥム」と称されていた。西ゴート王国時代には司教座が置かれた。イスラーム支配下ではあまり重要な町ではなかったが、12世紀に砦（Al-Qal'at）が築かれ、これが現在の街の呼称となった。1118年にカスティーリャ王国に征服され、トレドの大司教に与えられた。大司教の館を中心に、キリスト教徒街、ユダヤ人街、アラブ人街が形成された。1496年に王令によってユダヤ人が追放されたが、町の構造は残り、大学都市として使われるようになった。もっとも、大学都市としての萌芽は1298年にサンチョ4世がストゥディウム・ゲネラーレ（中世大学）を設立したときに始まっている。
15世紀末から16世紀初頭にシスネーロス枢機卿の発案により大学都市の建設が始まり、1499年にサン・イルデフォンソ学校（現在のマドリード・コンプルテンセ大学）が創設された。ヨーロッパのほかの大学都市とは異なり、アルカラ・デ・エナーレスでは最初から町全体が大学都市として計画されたことが特徴である。その後も大学施設が拡充され、学術・文化の中心地として発展を遂げた。エラスムスなどの著名な人文主義者もこの街に招かれている。印刷技術が持ち込まれ、アルカラ・デ・エナーレス版多言語対訳聖書（ヘブライ語、ギリシア語、ラテン語、アラム語、en参照）が発刊された。
アルカラの大学はゆっくりと衰退し、1836年、宰相メンディサバルによって永代所有財産解放令が出されると、大学はマドリードに移転してマドリード中央大学と呼ばれるようになった。アルカラ市民は共同所有者組合を作り、大学だった建物を購入して保持に努めた。19世紀に鉄道が敷かれると産業の発展が始まったが、歴史的な地区には開発は及ばなかった。大学の復活を求める声が高まり、1977年にはコンプルテンセ大学とは異なる独立した大学としてアルカラ大学が開校した。

## 世界遺産
1998年、「アルカラ・デ・エナレスの大学と歴史地区」としてユネスコの世界遺産（文化遺産）に登録された。世界で最初の計画的な大学都市であること、都市計画がアメリカ大陸やヨーロッパでのモデルとなったことが評価された。また、登録基準の(6)として、この地で多言語対訳聖書など言語学の発展が見られたこと、ミゲル・デ・セルバンテスを生んだことが人類の知的発展に貢献したとされた。

### 登録基準
この世界遺産は世界遺産登録基準のうち、以下の条件を満たし、登録された（以下の基準は世界遺産センター公表の登録基準からの翻訳、引用である）。
- (2) ある期間を通じてまたはある文化圏において、建築、技術、記念碑的芸術、都市計画、景観デザインの発展に関し、人類の価値の重要な交流を示すもの。
- (4) 人類の歴史上重要な時代を例証する建築様式、建築物群、技術の集積または景観の優れた例。
- (6) 顕著で普遍的な意義を有する出来事、現存する伝統、思想、信仰または芸術的、文学的作品と直接にまたは明白に関連するもの（この基準は他の基準と組み合わせて用いるのが望ましいと世界遺産委員会は考えている）。

世界遺産に登録された区域は、スペインの歴史遺産ともなっており、マドリード州政府やアルカラ・デ・エナーレス市政府によっても保護されている。

## 交通
マドリードからは近郊路線（C-1、C-2、C-7）で約35分。

## スポーツ
サッカー
- RSDアルカラ - この町で最も古いサッカークラブ。主に3部リーグや4部リーグに所属している。

## ギャラリー

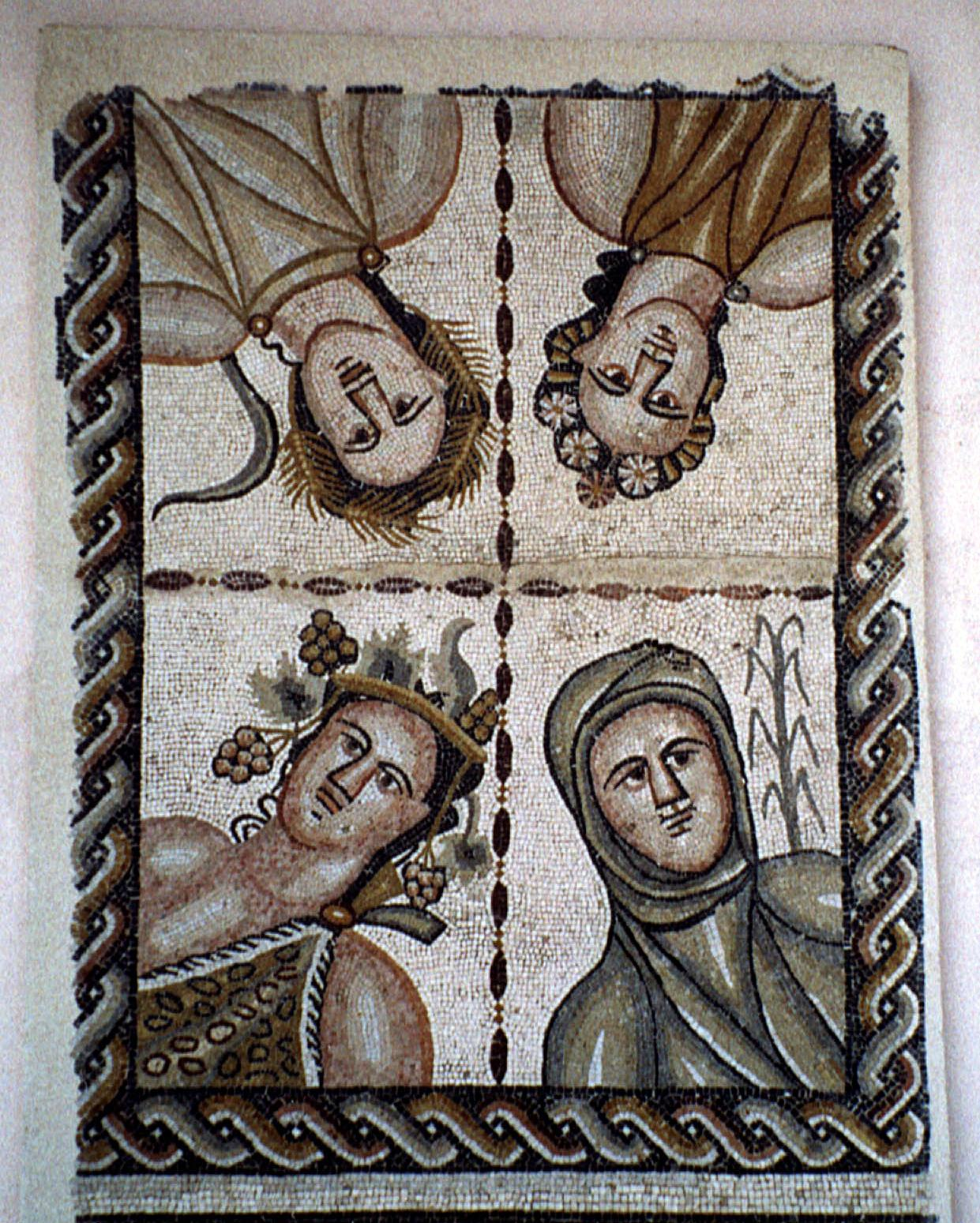
ローマ時代のモザイク
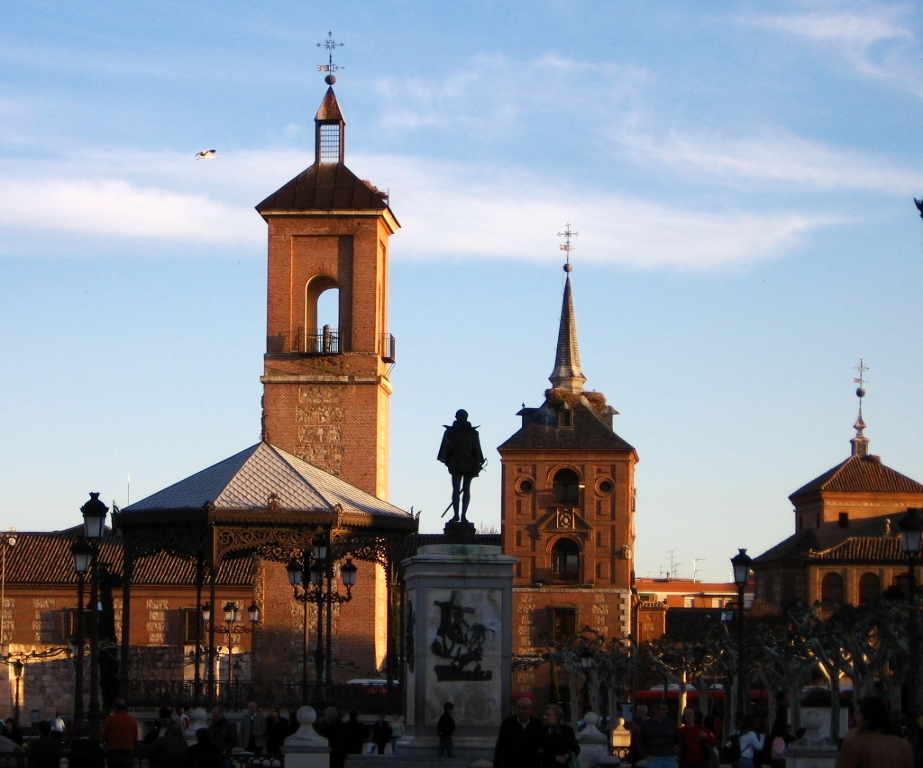
セルバンテス広場
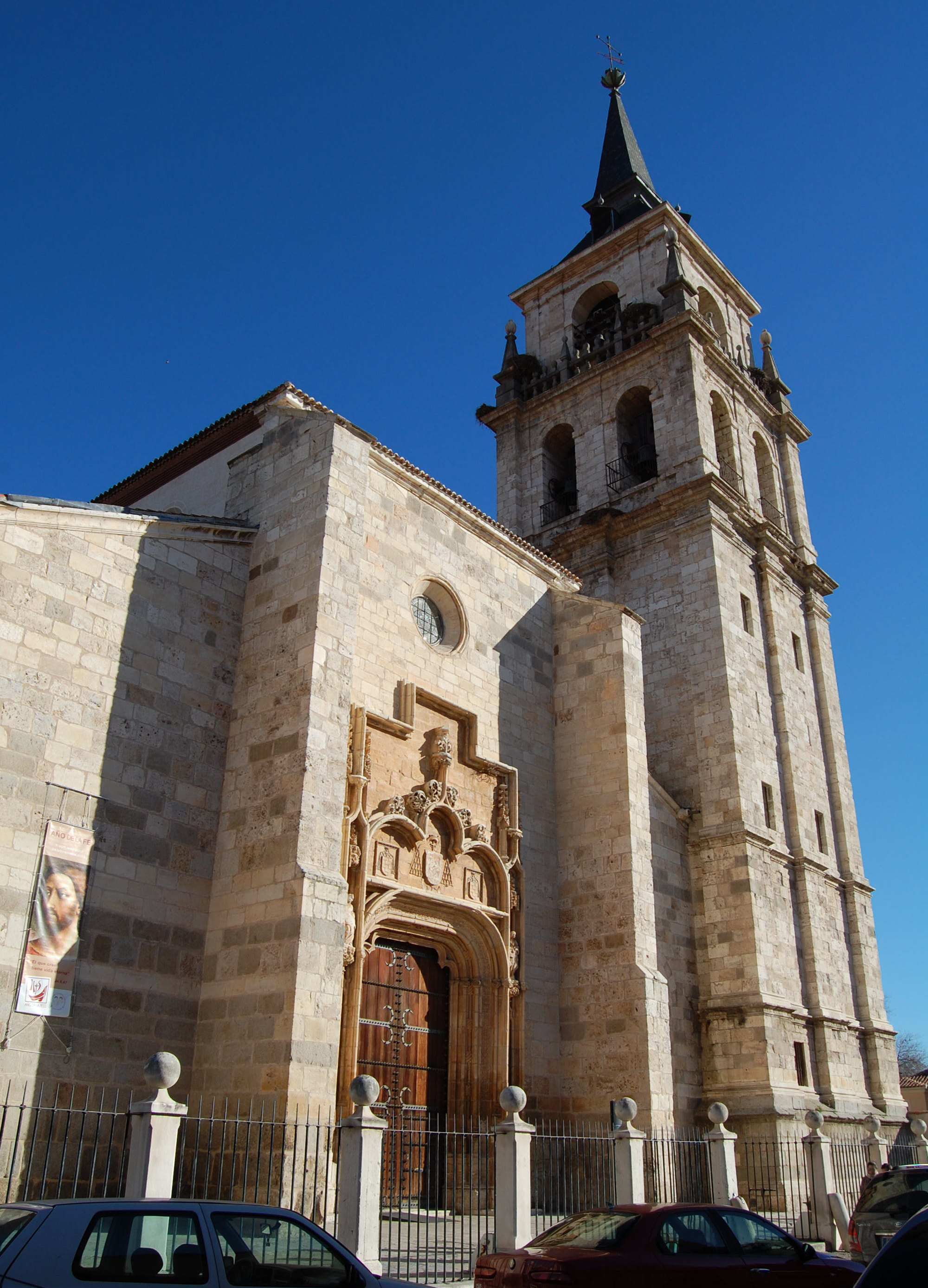
マヒストラル大聖堂

## 出身者
- カタリーナ・デ・アラゴン - イングランド王ヘンリー8世妃。
- フェルディナント1世 - 神聖ローマ皇帝。
- ミゲル・デ・セルバンテス - 小説家。『ドン・キホーテ』の著者。
- マヌエル・アサーニャ - 政治家。スペイン第二共和政の大統領。
- マノロ・アルファロ - サッカー選手、サッカー指導者。
- ガブリエル・モジャ - サッカー選手、元スペイン代表。

## 姉妹都市
- ルブリン、ポーランド
- サン・ディエゴ、アメリカ合衆国
- ピーターバラ、イギリス
- アルバ・ユリア、ルーマニア
- タランス、フランス
- グアナフアト、メキシコ